# Фабци (Илирска Бистрица)
Фабци (словен. Fabci, итал. Fabice) су насељено место у општини Илирска Бистрица, Приморско-нотрањска регија, Словенија.

## Историја
До територијалне реорганизације у Словенији били су у саставу старе општине Илирска Бистрица.

## Становништво
У попису становништва из 2011. године, Фабци су имали 17 становника.
| Број становника према пописима | Број становника према пописима | Број становника према пописима |
| ------------------------------ | ------------------------------ | ------------------------------ |
| 1991                           | 2002                           | 2011                           |
| 17                             | 11                             | 17                             |